# Caryota cumingii
Caryota cumingii är en enhjärtbladig växtart som beskrevs av Conrad Loddiges och Carl Friedrich Philipp von Martius. Caryota cumingii ingår i släktet Caryota och familjen Arecaceae.
Artens utbredningsområde är Filippinerna. Inga underarter finns listade i Catalogue of Life.